# 세계테마기행의 에피소드 목록 (2010년)
이 문서에서는 대한민국의 방송사 한국교육방송공사 EBS TV의 여행 프로그램  《세계테마기행》의 2010년 에피소드 목록을 나열한다.

## 에피소드 목록
| 회차   | 방송일    | 주제                                      | 부제                                         | 큐레이터                                       |
| ------ | --------- | ----------------------------------------- | -------------------------------------------- | ---------------------------------------------- |
| (재방) | 1월 1일   | 보헤미안 이상은의 스페인 기행(재방)(4부)  | 4부 중세 골목에서 만난 느림의 여유(51회)     | 이상은 (가수)                                  |
| 168회  | 1월 5일   | 미소의 나라 미얀마                        | 1부 물 위의 삶, 인레 호수                    | 박하선 (오지 전문 사진가)                      |
| 169회  | 1월 6일   | 미소의 나라 미얀마                        | 2부 천년 불탑의 도시, 바간                   | 박하선 (오지 전문 사진가)                      |
| 170회  | 1월 7일   | 미소의 나라 미얀마                        | 3부 신들의 고향, 뽀빠산                      | 박하선 (오지 전문 사진가)                      |
| 171회  | 1월 8일   | 미소의 나라 미얀마                        | 4부 절벽 위의 안식처, 짜익디오               | 박하선 (오지 전문 사진가)                      |
| 172회  | 1월 12일  | 적도의 나라, 에콰도르                     | 1부 적도의 지붕, 안데스                      | 박민우 (여행작가)                              |
| 173회  | 1월 13일  | 적도의 나라, 에콰도르                     | 2부 생명의 바다, 만타                        | 박민우 (여행작가)                              |
| 174회  | 1월 14일  | 적도의 나라, 에콰도르                     | 3부 잉카의 비밀정원                          | 박민우 (여행작가)                              |
| 175회  | 1월 15일  | 적도의 나라, 에콰도르                     | 4부 세상의 중심, 라 미따 델 문도             | 박민우 (여행작가)                              |
| 176회  | 1월 19일  | 사바이디! 라오스                          | 1부 배낭여행자들의 천국, 방비엥              | 차승민 (만화가)                                |
| 177회  | 1월 20일  | 사바이디! 라오스                          | 2부 작은 부처들의 도시, 루앙 프라방          | 차승민 (만화가)                                |
| 178회  | 1월 21일  | 사바이디! 라오스                          | 3부 평화를 노래하라, 폰사반                  | 차승민 (만화가)                                |
| 179회  | 1월 22일  | 사바이디! 라오스                          | 4부 그곳에는 사람이 산다, 싸야부리           | 차승민 (만화가)                                |
| 180회  | 1월 26일  | 아라비아의 전설, 예멘                     | 1부 천일야화의 도시, 사나                    | 조범진 (애니메이션 감독)                       |
| 181회  | 1월 27일  | 아라비아의 전설, 예멘                     | 2부 소코트라, 신비한 낙원으로의 초대         | 조범진 (애니메이션 감독)                       |
| 182회  | 1월 28일  | 아라비아의 전설, 예멘                     | 3부 아라비아의 검은 보석                     | 조범진 (애니메이션 감독)                       |
| 183회  | 1월 29일  | 아라비아의 전설, 예멘                     | 4부 생의 한가운데, 티하마 사람들             | 조범진 (애니메이션 감독)                       |
| 184회  | 2월 2일   | 거부할 수 없는 아프리카의 유혹, 탄자니아  | 1부 지상 최고의 동물 왕국, 세렝게티          | 김충원 (교수)                                  |
| 185회  | 2월 3일   | 거부할 수 없는 아프리카의 유혹, 탄자니아  | 2부 아프리카 최고봉 킬리만자로에 오르다      | 김충원 (교수)                                  |
| 186회  | 2월 4일   | 거부할 수 없는 아프리카의 유혹, 탄자니아  | 3부 하쿠마 마타타, 오늘을 사는 법            | 김충원 (교수)                                  |
| 187회  | 2월 5일   | 거부할 수 없는 아프리카의 유혹, 탄자니아  | 4부 천년의 무역항, 잔지바르                  | 김충원 (교수)                                  |
| 188회  | 2월 9일   | 일본 4현 4색                              | 1부 설국(雪國), 나가노현                     | 이창수 (자전거 여행가)                         |
| 189회  | 2월 10일  | 일본 4현 4색                              | 2부 세계유산의 고장, 와카야마현              | 이창수 (자전거 여행가)                         |
| 190회  | 2월 11일  | 일본 4현 4색                              | 3부 자연의 축복, 미야자키현                  | 이창수 (자전거 여행가)                         |
| 191회  | 2월 12일  | 일본 4현 4색                              | 4부 장인의 고향, 아이치현                    | 이창수 (자전거 여행가)                         |
| 192회  | 2월 16일  | 원시의 땅, 파푸아뉴기니                   | 1부 영혼의 강, 세픽                          | 조병준 (시인)                                  |
| 193회  | 2월 17일  | 원시의 땅, 파푸아뉴기니                   | 2부 자연이 준 선물, 마프릭                   | 조병준 (시인)                                  |
| 194회  | 2월 18일  | 원시의 땅, 파푸아뉴기니                   | 3부 푸른 바다 위 삶의 노래                   | 조병준 (시인)                                  |
| 195회  | 2월 19일  | 원시의 땅, 파푸아뉴기니                   | 4부 고원의 낙원, 하이랜드를 찾아서           | 조병준 (시인)                                  |
| 196회  | 2월 23일  | 알프스의 매혹, 스위스                     | 1부 알프스 빙하탐험                          | 탁재형 (PD)                                    |
| 197회  | 2월 24일  | 알프스의 매혹, 스위스                     | 2부 잘 살고 잘 노는 법                       | 탁재형 (PD)                                    |
| 198회  | 2월 25일  | 알프스의 매혹, 스위스                     | 3부 생존의 비밀                              | 탁재형 (PD)                                    |
| 199회  | 2월 26일  | 알프스의 매혹, 스위스                     | 4부 명사들이 사랑한 나라                     | 탁재형 (PD)                                    |
| 200회  | 3월 2일   | 김반장의 자메이카 기행                    | 1부 카리브 해를 노래하다                     | 김반장 (가수)                                  |
| 201회  | 3월 3일   | 김반장의 자메이카 기행                    | 2부 레게, 밥 말리 그리고 킹스턴              | 김반장 (가수)                                  |
| 202회  | 3월 4일   | 김반장의 자메이카 기행                    | 3부 자메이카 속 작은 아프리카                | 김반장 (가수)                                  |
| 203회  | 3월 5일   | 김반장의 자메이카 기행                    | 4부 자메이카의 영혼, 스쿨 오브 비전          | 김반장 (가수)                                  |
| 204회  | 3월 9일   | 박재동 화백의 야사스 그리스               | 1부 공중의 도시, 메테오라                    | 박재동 (시사만화가)                            |
| 205회  | 3월 10일  | 박재동 화백의 야사스 그리스               | 2부 3천년 간의 여행, 아테네                  | 박재동 (시사만화가)                            |
| 206회  | 3월 11일  | 박재동 화백의 야사스 그리스               | 3부 제우스의 축복, 크레타                    | 박재동 (시사만화가)                            |
| 207회  | 3월 12일  | 박재동 화백의 야사스 그리스               | 4부 하얀 섬, 산토리니                        | 박재동 (시사만화가)                            |
| 208회  | 3월 16일  | 상상 이상의 중동, 시리아                  | 1부 4천 년 고대도시, 다마스쿠스              | 서태화 (배우)                                  |
| 209회  | 3월 17일  | 상상 이상의 중동, 시리아                  | 2부 광야의 자유인, 베두인                    | 서태화 (배우)                                  |
| 210회  | 3월 18일  | 상상 이상의 중동, 시리아                  | 3부 실크로드의 종착지, 알레포                | 서태화 (배우)                                  |
| 211회  | 3월 19일  | 상상 이상의 중동, 시리아                  | 4부 평화를 꿈꾸는 땅                         | 서태화 (배우)                                  |
| 212회  | 3월 23일  | 푸른 대륙, 오스트레일리아                 | 1부 바다의 정글, 그레이트 배리어리프         | 장훈 (영화감독)                                |
| 213회  | 3월 24일  | 푸른 대륙, 오스트레일리아                 | 2부 황금의 도시, 소버린 힐                   | 장훈 (영화감독)                                |
| 214회  | 3월 25일  | 푸른 대륙, 오스트레일리아                 | 3부 모래섬의 비밀, 프레저 아일랜드           | 장훈 (영화감독)                                |
| 215회  | 3월 26일  | 푸른 대륙, 오스트레일리아                 | 4부 5만 년의 숨소리, 애버리진                | 장훈 (영화감독)                                |
| 216회  | 3월 30일  | 시인 김용택의 만난 태국                   | 1부 바다의 숲, 맹그로브 나무 사이로          | 김용택 (시인)                                  |
| 217회  | 3월 31일  | 시인 김용택의 만난 태국                   | 2부 흐르는 강물처럼, 콰이강의 추억           | 김용택 (시인)                                  |
| 218회  | 4월 1일   | 시인 김용택의 만난 태국                   | 3부 태국의 삼색(三色) 보물                   | 김용택 (시인)                                  |
| 219회  | 4월 2일   | 시인 김용택의 만난 태국                   | 4부 태국 열전 25시                           | 김용택 (시인)                                  |
| 220회  | 4월 6일   | 세상의 모든 풍경, 남인도                  | 1부 소우주 뭄바이                            | 송일곤 (영화감독)                              |
| 221회  | 4월 7일   | 세상의 모든 풍경, 남인도                  | 2부 또 다른 인도, 케랄라                     | 송일곤 (영화감독)                              |
| 222회  | 4월 8일   | 세상의 모든 풍경, 남인도                  | 3부 신들의 도시, 마이소르                    | 송일곤 (영화감독)                              |
| 223회  | 4월 9일   | 세상의 모든 풍경, 남인도                  | 4부 샨티! 풍요의 땅                          | 송일곤 (영화감독)                              |
| 224회  | 4월 13일  | 아프리카의 로망, 코트디부아르             | 1부 아프리카의 기적을 만나다!                | 김성한 (현대무용가)                            |
| 225회  | 4월 14일  | 아프리카의 로망, 코트디부아르             | 2부 아이보리코스트의 오늘                    | 김성한 (현대무용가)                            |
| 226회  | 4월 15일  | 아프리카의 로망, 코트디부아르             | 3부 춤의 본고장, 망                          | 김성한 (현대무용가)                            |
| 227회  | 4월 16일  | 아프리카의 로망, 코트디부아르             | 4부 자연을 숭배하는 사람들                   | 김성한 (현대무용가)                            |
| 228회  | 4월 20일  | 사진작가 김홍희의 볼리비아 방랑           | 1부 극한의 아름다움, 알티플라노              | 김홍희 (사진작가)                              |
| 229회  | 4월 21일  | 사진작가 김홍희의 볼리비아 방랑           | 2부 죽음의 길, 천상의 풍경                   | 김홍희 (사진작가)                              |
| 230회  | 4월 22일  | 사진작가 김홍희의 볼리비아 방랑           | 3부 아마존의 유혹, 팜파                      | 김홍희 (사진작가)                              |
| 231회  | 4월 23일  | 사진작가 김홍희의 볼리비아 방랑           | 4부 하늘과 맞닿은 도시, 라파                 | 김홍희 (사진작가)                              |
| 232회  | 4월 27일  | 오스트리아 칸타빌레                       | 1부 알프스를 닮은 사람들, 인스부르크         | 서희태 (지휘자)                                |
| 233회  | 4월 28일  | 오스트리아 칸타빌레                       | 2부 소금성 위에 핀 꽃, 잘츠부르크            | 서희태 (지휘자)                                |
| 234회  | 4월 29일  | 오스트리아 칸타빌레                       | 3부 음악이 전설이 되다, 빈                   | 서희태 (지휘자)                                |
| 235회  | 4월 30일  | 오스트리아 칸타빌레                       | 4부 아름답고 푸른 도나우                     | 서희태 (지휘자)                                |
| 236회  | 5월 4일   | 배창호 감독이 떠난 태양의 나라, 케냐      | 1부 붉은 태양의 땅, 삼부루                   | 배창호 (영화감독)                              |
| 237회  | 5월 5일   | 배창호 감독이 떠난 태양의 나라, 케냐      | 2부 케냐의 푸른 보석, 나쿠루                 | 배창호 (영화감독)                              |
| 238회  | 5월 6일   | 배창호 감독이 떠난 태양의 나라, 케냐      | 3부 초록빛 동물의 낙원, 마사이               | 배창호 (영화감독)                              |
| 239회  | 5월 7일   | 배창호 감독이 떠난 태양의 나라, 케냐      | 4부 스와힐리의 향기, 라무                    | 배창호 (영화감독)                              |
| 240회  | 5월 11일  | 컬러풀 말레이시아                         | 1부 천국의 섬, 시파단                        | 이주현 (다이버)                                |
| 241회  | 5월 12일  | 컬러풀 말레이시아                         | 2부 공존의 도시, 믈라카                      | 이주현 (다이버)                                |
| 242회  | 5월 13일  | 컬러풀 말레이시아                         | 3부 세계에서 가장 오래된 열대림, 타만네가라  | 이주현 (다이버)                                |
| 243회  | 5월 14일  | 컬러풀 말레이시아                         | 4부 전통 문화의 메카, 코타바하루             | 이주현 (다이버)                                |
| 244회  | 5월 18일  | 카프카스의 영혼, 그루지야                 | 1부 신들의 산, 카프카스를 가다               | 이경미 (영화감독)                              |
| 245회  | 5월 19일  | 카프카스의 영혼, 그루지야                 | 2부 신들의 식탁                              | 이경미 (영화감독)                              |
| 246회  | 5월 20일  | 카프카스의 영혼, 그루지야                 | 3부 영혼의 길 그리고 전쟁과 평화             | 이경미 (영화감독)                              |
| 247회  | 5월 21일  | 카프카스의 영혼, 그루지야                 | 4부 흑해의 진주, 바투미                      | 이경미 (영화감독)                              |
| 248회  | 5월 25일  | 하늘이 내린 땅, 쓰촨                      | 1부 마지막 샹그릴라, 야딩 가는 길            | 이창운 (오지여행가)                            |
| 249회  | 5월 26일  | 하늘이 내린 땅, 쓰촨                      | 2부 티베트의 영혼, 샹청                      | 이창운 (오지여행가)                            |
| 250회  | 5월 27일  | 하늘이 내린 땅, 쓰촨                      | 3부 천상의 풍경, 쑹판                        | 이창운 (오지여행가)                            |
| 251회  | 5월 28일  | 하늘이 내린 땅, 쓰촨                      | 4부 삼국지의 숨결, 청두                      | 이창운 (오지여행가)                            |
| 252회  | 6월 1일   | 무차스 그라시아스! 아르헨티나             | 1부 남미의카 우보이 가우초를 찾아서          | 하재봉 (영화평론가)                            |
| 253회  | 6월 2일   | 무차스 그라시아스! 아르헨티나             | 2부 탱고의 도시, 부에노스 아이레스           | 하재봉 (영화평론가)                            |
| 254회  | 6월 3일   | 무차스 그라시아스! 아르헨티나             | 3부 축제의 강, 파라나                        | 하재봉 (영화평론가)                            |
| 255회  | 6월 4일   | 무차스 그라시아스! 아르헨티나             | 4부 잃어버린 세계, 킬메스                    | 하재봉 (영화평론가)                            |
| 256회  | 6월 8일   | 대자연의 걸작, 베네수엘라                 | 1부 시간이 멈춘 소우주, 앙헬폭포             | 구광렬 (교수,시인)                             |
| 257회  | 6월 9일   | 대자연의 걸작, 베네수엘라                 | 2부 신들의 정원, 로라이마                    | 구광렬 (교수,시인)                             |
| 258회  | 6월 10일  | 대자연의 걸작, 베네수엘라                 | 3부 원시의 삶, 오리노코 델타                 | 구광렬 (교수,시인)                             |
| 259회  | 6월 11일  | 대자연의 걸작, 베네수엘라                 | 4부 혁명의 땅                                | 구광렬 (교수,시인)                             |
| 260회  | 6월 15일  | 동유럽의 교차로, 루마니아                 | 1부 자연이 쌓은 성벽, 카르파티아             | 최미선 (여행작가), 신석교 (여행작가)           |
| 261회  | 6월 16일  | 동유럽의 교차로, 루마니아                 | 2부 드라큘라, 흡혈귀가 된 백작               | 최미선 (여행작가), 신석교 (여행작가)           |
| 262회  | 6월 17일  | 동유럽의 교차로, 루마니아                 | 3부 100년 전 유럽, 마라무레슈                | 최미선 (여행작가), 신석교 (여행작가)           |
| 263회  | 6월 18일  | 동유럽의 교차로, 루마니아                 | 4부 이방인의 땅                              | 최미선 (여행작가), 신석교 (여행작가)           |
| 264회  | 6월 29일  | 여행생활자 유성용의 캄차카 기행           | 1부 살아 숨쉬는 땅, 가이저밸리               | 유성용 (여행생활자)                            |
| 265회  | 6월 30일  | 여행생활자 유성용의 캄차카 기행           | 2부 화산, 우존 칼데라에서 아바친스키까지     | 유성용 (여행생활자)                            |
| 266회  | 7월 1일   | 여행생활자 유성용의 캄차카 기행           | 3부 순록의 고향, 툰드라를 가다               | 유성용 (여행생활자)                            |
| 267회  | 7월 2일   | 여행생활자 유성용의 캄차카 기행           | 4부 캄차카의 마지막 어부,이텔멘              | 유성용 (여행생활자)                            |
| 268회  | 7월 6일   | 엄홍길의 리비아 대장정                    | 1부 고대문명의 발자취, 가다메스              | 엄홍길 (산악인)                                |
| 269회  | 7월 7일   | 엄홍길의 리비아 대장정                    | 2부 앗살람 알라이쿰! 사하라                  | 엄홍길 (산악인)                                |
| 270회  | 7월 8일   | 엄홍길의 리비아 대장정                    | 3부 자연이 빚은 예술, 아카쿠스               | 엄홍길 (산악인)                                |
| 271회  | 7월 9일   | 엄홍길의 리비아 대장정                    | 4부 살아있는 박물관, 트리폴리                | 엄홍길 (산악인)                                |
| 272회  | 7월 13일  | 유럽의 고도(孤島), 아일랜드               | 1부 아이리시 음악의 고향, 골웨이             | 하림 (가수,작곡가)                             |
| 273회  | 7월 14일  | 유럽의 고도(孤島), 아일랜드               | 2부 아일랜드의 아일랜드, 애런 제도           | 하림 (가수,작곡가)                             |
| 274회  | 7월 15일  | 유럽의 고도(孤島), 아일랜드               | 3부 더블린 사람들                            | 하림 (가수,작곡가)                             |
| 275회  | 7월 16일  | 유럽의 고도(孤島), 아일랜드               | 4부 타이타닉 그리고 감자                     | 하림 (가수,작곡가)                             |
| 276회  | 7월 20일  | 남태평양의 푸른 낙원, 팔라우              | 1부 지상의 에덴, 록 아일랜드                 | 김서욱 (영화감독)                              |
| 277회  | 7월 21일  | 남태평양의 푸른 낙원, 팔라우              | 2부 세계 최고의 바다정원                     | 김서욱 (영화감독)                              |
| 278회  | 7월 22일  | 남태평양의 푸른 낙원, 팔라우              | 3부 원시 자연의 선물                         | 김서욱 (영화감독)                              |
| 279회  | 7월 23일  | 남태평양의 푸른 낙원, 팔라우              | 4부 전쟁과 바다                              | 김서욱 (영화감독)                              |
| 280회  | 7월 27일  | 아프리카의 검은 별 가나                   | 1부 검은 눈물의 바다, 골드코스트             | 최수진 (그림작가)                              |
| 281회  | 7월 28일  | 아프리카의 검은 별 가나                   | 2부 물 위의 고향, 볼타                       | 최수진 (그림작가)                              |
| 282회  | 7월 29일  | 아프리카의 검은 별 가나                   | 3부 그 곳에 왕이 산다, 아샨티                | 최수진 (그림작가)                              |
| 283회  | 7월 30일  | 아프리카의 검은 별 가나                   | 4부 그들이 사는 법                           | 최수진 (그림작가)                              |
| 284회  | 8월 3일   | 발칸의 붉은 장미 불가리아                 | 1부 100세의 비밀, 스밀리안                   | 김용우 (국악인)                                |
| 285회  | 8월 4일   | 발칸의 붉은 장미 불가리아                 | 2부 흑해의 낭만, 브로디로보                  | 김용우 (국악인)                                |
| 286회  | 8월 5일   | 발칸의 붉은 장미 불가리아                 | 3부 불가리아 속 작은 이슬람                  | 김용우 (국악인)                                |
| 287회  | 8월 6일   | 발칸의 붉은 장미 불가리아                 | 4부 민요의 땅, 피린산맥                      | 김용우 (국악인)                                |
| 288회  | 8월 10일  | 아시아의 보물섬, 타이완                   | 1부 천상고원                                 | 구본길 (요리사, 교수)                          |
| 289회  | 8월 11일  | 아시아의 보물섬, 타이완                   | 2부 풍요의 원천, 전통                        | 구본길 (요리사, 교수)                          |
| 290회  | 8월 12일  | 아시아의 보물섬, 타이완                   | 3부 산해진미의 천국                          | 구본길 (요리사, 교수)                          |
| 291회  | 8월 13일  | 아시아의 보물섬, 타이완                   | 4부 생명의 바다                              | 구본길 (요리사, 교수)                          |
| 292회  | 8월 17일  | 톈산 너머의 낙원, 키르기스스탄            | 1부 천상의 풍경, 톈산 가는 길                | 박재완 (시청자)                                |
| 293회  | 8월 18일  | 톈산 너머의 낙원, 키르기스스탄            | 2부 초원의 바람을 따라                       | 박재완 (시청자)                                |
| 294회  | 8월 19일  | 톈산 너머의 낙원, 키르기스스탄            | 3부 톄산의 바다, 이식쿨                      | 박재완 (시청자)                                |
| 295회  | 8월 20일  | 톈산 너머의 낙원, 키르기스스탄            | 4부 실크로드의 오아시스, 오쉬                | 박재완 (시청자)                                |
| 296회  | 8월 24일  | 세 친구의 배낭여행, 인도차이나 3국을 가다 | 1부 고원의 선물, 베트남 달랏                 | 박상일(시청자), 정효재(시청자), 오흥복(시청자) |
| 297회  | 8월 25일  | 세 친구의 배낭여행, 인도차이나 3국을 가다 | 2부 역사의 숨결, 베트남 훼                   | 박상일(시청자), 정효재(시청자), 오흥복(시청자) |
| 298회  | 8월 26일  | 세 친구의 배낭여행, 인도차이나 3국을 가다 | 3부 메콩의 심장, 라오스                      | 박상일(시청자), 정효재(시청자), 오흥복(시청자) |
| 299회  | 8월 27일  | 세 친구의 배낭여행, 인도차이나 3국을 가다 | 4부 캄보디아 최후의 오지                     | 박상일(시청자), 정효재(시청자), 오흥복(시청자) |
| 300회  | 8월 31일  | 숲과 호수의 나라 핀란드                   | 1부 한여름의 크리스마스. 로바니에미          | 이기중 (교수)                                  |
| 301회  | 9월 1일   | 숲과 호수의 나라 핀란드                   | 2부 북극의 땅, 라플란드                      | 이기중 (교수)                                  |
| 302회  | 9월 2일   | 숲과 호수의 나라 핀란드                   | 3부 고전과 현대의 조화, 투르크               | 이기중 (교수)                                  |
| 303회  | 9월 6일   | 숲과 호수의 나라 핀란드                   | 4부 발트 해의 아가씨                         | 이기중 (교수)                                  |
| 304회  | 9월 7일   | 해피 아일랜드 솔로몬제도                  | 1부 남태평양의 에메랄드 빛 유혹              | 변종모 (여행작가)                              |
| 305회  | 9월 8일   | 해피 아일랜드 솔로몬제도                  | 2부 화산섬의 신비, 사보 섬                   | 변종모 (여행작가)                              |
| 306회  | 9월 9일   | 해피 아일랜드 솔로몬제도                  | 3부 전쟁, 그리고 행복                        | 변종모 (여행작가)                              |
| 307회  | 9월 10일  | 해피 아일랜드 솔로몬제도                  | 4부 전설의 땅, 라울라시 마을                 | 변종모 (여행작가)                              |
| 308회  | 9월 14일  | 미지의 땅, 중국 구이저우                  | 1부 중국의 마지막 오지                       | 이창운 (오지여행 전문가)                       |
| 309회  | 9월 15일  | 미지의 땅, 중국 구이저우                  | 2부 구이저우의 희망, 황궈수                  | 이창운 (오지여행 전문가)                       |
| 310회  | 9월 16일  | 미지의 땅, 중국 구이저우                  | 3부 지구가 만든 신비의 땅                    | 이창운 (오지여행 전문가)                       |
| 311회  | 9월 17일  | 미지의 땅, 중국 구이저우                  | 4부 먀오족의 고향                            | 이창운 (오지여행 전문가)                       |
| 312회  | 9월 28일  | 얼음과 불의 땅, 아이슬란드                | 1부 빙하와 화산의 나라                       | 김중기 (배우)                                  |
| 313회  | 9월 29일  | 얼음과 불의 땅, 아이슬란드                | 2부 바이킹의 후예들                          | 김중기 (배우)                                  |
| 314회  | 9월 30일  | 얼음과 불의 땅, 아이슬란드                | 3부 아이슬랜더가 사는 법                     | 김중기 (배우)                                  |
| 315회  | 10월 1일  | 얼음과 불의 땅, 아이슬란드                | 4부 인간, 자연을 닮다                        | 김중기 (배우)                                  |
| 316회  | 10월 5일  | 남국의 태양, 오키나와                     | 1부 푸른 비밀을 품은 곳, 게라마              | 지선 (뮤지션)                                  |
| 317회  | 10월 6일  | 남국의 태양, 오키나와                     | 2부 신들의 축제, 이시가키                    | 지선 (뮤지션)                                  |
| 318회  | 10월 7일  | 남국의 태양, 오키나와                     | 남3부 물의 섬, 이리오모테                    | 지선 (뮤지션)                                  |
| 319회  | 10월 8일  | 남국의 태양, 오키나와                     | 4부 옛 류큐를 찾아서                         | 지선 (뮤지션)                                  |
| 320회  | 10월 12일 | 동과 서의 경계, 우크라이나                | 1부 해바라기의 노래                          | 김응수 (영화감독)                              |
| 321회  | 10월 13일 | 동과 서의 경계, 우크라이나                | 2부 동 슬라브인들의 영혼,키예프              | 김응수 (영화감독)                              |
| 322회  | 10월 14일 | 동과 서의 경계, 우크라이나                | 3부 필름 밖, 또 다른 풍경                    | 김응수 (영화감독)                              |
| 323회  | 10월 15일 | 동과 서의 경계, 우크라이나                | 4부 체르노빌의 오늘                          | 김응수 (영화감독)                              |
| 324회  | 10월 19일 | 웅대한 대지, 알래스카                     | 1부 알래스카의 관문, 앵커리지                | 강제욱 (사진작가)                              |
| 325회  | 10월 20일 | 웅대한 대지, 알래스카                     | 2부 지구 최고의 비경, 스워드                 | 강제욱 (사진작가)                              |
| 326회  | 10월 21일 | 웅대한 대지, 알래스카                     | 3부 위대한 대자연, 드날리                    | 강제욱 (사진작가)                              |
| 327회  | 10월 22일 | 웅대한 대지, 알래스카                     | 4부 엘도라도 페어뱅크스                      | 강제욱 (사진작가)                              |
| 328회  | 10월 26일 | 카리브의 숨은 보석, 벨리즈                | 1부 카리브와 마야                            | 신예희 (카투니스트)                            |
| 329회  | 10월 27일 | 카리브의 숨은 보석, 벨리즈                | 2부 마야문명의 신비속으로                    | 신예희 (카투니스트)                            |
| 330회  | 10월 28일 | 카리브의 숨은 보석, 벨리즈                | 3부 블루홀과 가리푸나                        | 신예희 (카투니스트)                            |
| 331회  | 10월 29일 | 카리브의 숨은 보석, 벨리즈                | 4부 28살의 젊은 나라                         | 신예희 (카투니스트)                            |
| 332회  | 11월 2일  | 소설가 은희경의 로맨틱 크로아티아         | 1부 요정들의 호수, 플리트리체                | 은희경 (소설가)                                |
| 333회  | 11월 3일  | 소설가 은희경의 로맨틱 크로아티아         | 2부 중세의 낭만, 이스트라                    | 은희경 (소설가)                                |
| 334회  | 11월 4일  | 소설가 은희경의 로맨틱 크로아티아         | 3부 향기의 섬, 흐바르                        | 은희경 (소설가)                                |
| 335회  | 11월 5일  | 소설가 은희경의 로맨틱 크로아티아         | 4부 아드리아의 진주, 두브로브니크            | 은희경 (소설가)                                |
| 336회  | 11월 9일  | 시원의 땅, 아제르바이잔                   | 1부 카프카스 사람들                          | 이상룡 (교수)                                  |
| 337회  | 11월 10일 | 시원의 땅, 아제르바이잔                   | 2부 찬란한 유산 실크로드                     | 이상룡 (교수)                                  |
| 338회  | 11월 11일 | 시원의 땅, 아제르바이잔                   | 3부 바쿠의 꺼지지 않는 불                    | 이상룡 (교수)                                  |
| 339회  | 11월 12일 | 시원의 땅, 아제르바이잔                   | 4부 시간 저편의 땅                           | 이상룡 (교수)                                  |
| 340회  | 11월 16일 | 사진작가 김홍희의 짐바브웨 방랑           | 1부 신들의 놀이터, 빅토리아 폭포             | 김흥희 (사진작가)                              |
| 341회  | 11월 17일 | 사진작가 김홍희의 짐바브웨 방랑           | 2부 공존의 대지, 황게                        | 김흥희 (사진작가)                              |
| 342회  | 11월 18일 | 사진작가 김홍희의 짐바브웨 방랑           | 3부 문명의 빛, 쇼나                          | 김흥희 (사진작가)                              |
| 343회  | 11월 19일 | 사진작가 김홍희의 짐바브웨 방랑           | 4부 잠들지 않는 땅, 하라레                   | 김흥희 (사진작가)                              |
| 344회  | 11월 23일 | 1만년 역사의 땅, 터키                     | 1부 터키 속의 이방인, 쿠르드                 | 이지영 (가수)                                  |
| 345회  | 11월 24일 | 1만년 역사의 땅, 터키                     | 2부 쿠르드족 꿈의 도시, 반                   | 이지영 (가수)                                  |
| 346회  | 11월 25일 | 1만년 역사의 땅, 터키                     | 3부 신들의 풍경, 파묵칼레                    | 이지영 (가수)                                  |
| 347회  | 11월 26일 | 1만년 역사의 땅, 터키                     | 4부 터키와 코레                              | 이지영 (가수)                                  |
| 348회  | 11월 30일 | 평화를 꿈꾸는 섬, 동티모르                | 1부 오백 년 전의 이야기, 오에쿠시            | 안남용 (사진작가)                              |
| 349회  | 12월 1일  | 평화를 꿈꾸는 섬, 동티모르                | 2부 행복한 열매를 찾아서, 로뚜뚜             | 안남용 (사진작가)                              |
| 350회  | 12월 2일  | 평화를 꿈꾸는 섬, 동티모르                | 3부 생명의 해변, 마나뚜또                    | 안남용 (사진작가)                              |
| 351회  | 12월 3일  | 평화를 꿈꾸는 섬, 동티모르                | 4부 희망의 일곱 살, 로스팔로스               | 안남용 (사진작가)                              |
| 352회  | 12월 7일  | 아메리칸 뷰티, 신대륙의 유혹, 캘리포니아  | 1부 지구별의 신비, 데스벨리                  | 조진국 (방송작가)                              |
| 353회  | 12월 8일  | 아메리칸 뷰티, 신대륙의 유혹, 캘리포니아  | 2부 야생천국의 비밀, 샤스타                  | 조진국 (방송작가)                              |
| 354회  | 12월 9일  | 아메리칸 뷰티, 신대륙의 유혹, 캘리포니아  | 3부 최고란 이름의 세가지 보물                | 조진국 (방송작가)                              |
| 355회  | 12월 10일 | 아메리칸 뷰티, 신대륙의 유혹, 캘리포니아  | 4부 영화가 머문 풍경                         | 조진국 (방송작가)                              |
| 356회  | 12월 14일 | 가이아나 대탐험                           | 1부 인종과 문화의 하모니, 조지타운           | 유별남 (사진작가)                              |
| 357회  | 12월 15일 | 가이아나 대탐험                           | 2부 모라와나 수상마을                        | 유별남 (사진작가)                              |
| 358회  | 12월 16일 | 가이아나 대탐험                           | 3부 최후의 밀림과 아메리 인디오              | 유별남 (사진작가)                              |
| 359회  | 12월 17일 | 가이아나 대탐험                           | 4부 황금의 땅                                | 유별남 (사진작가)                              |
| 360회  | 12월 21일 | 스페인 북부 기행                          | 1부 인생을 닮은 자연, 피레네와 대서양        | 나승열 (사진작가)                              |
| 361회  | 12월 22일 | 스페인 북부 기행                          | 2부 바스크와 아스투리아스                    | 나승열 (사진작가)                              |
| 362회  | 12월 23일 | 스페인 북부 기행                          | 3부 달리와 가우디의 고향, 카탈루냐           | 나승열 (사진작가)                              |
| 363회  | 12월 24일 | 스페인 북부 기행                          | 4부 나를 찾아가는 순례길, 카미노 데 산티아고 | 나승열 (사진작가)                              |
| 364회  | 12월 28일 | 살아있는 길 실크로드, 시안에서 둔황까지   | 1부 세계의 고도, 시안                        | 전용성 (아트디렉터)                            |
| 365회  | 12월 29일 | 살아있는 길 실크로드, 시안에서 둔황까지   | 2부 황하가 빚은 땅, 란저우                   | 전용성 (아트디렉터)                            |
| 366회  | 12월 30일 | 살아있는 길 실크로드, 시안에서 둔황까지   | 3부 서역으로 통하는 문                       | 전용성 (아트디렉터)                            |
| 367회  | 12월 31일 | 살아있는 길 실크로드, 시안에서 둔황까지   | 4부 실크로드의 보석, 둔황                    | 전용성 (아트디렉터)                            |